# Porter Grainger
Porter Grainger (Bowling Green (Kentucky), 22 oktober 1891 – New York, 1955) was een Amerikaanse pianist, songwriter, toneelschrijver en muziekuitgever.

## Biografie
Toen Grainger werd geboren in Bowling Green, Kentucky, bevatte de achternaam Granger geen "i". Hoewel de exacte datum waarop Grainger zijn naam veranderde onbekend is, meldde hij zich aan voor de lichting voor de Eerste Wereldoorlog door met zijn naam "Grainger" te ondertekenen. In die tijd woonde hij in Chicago en tegen 1916 begon zijn professionele carrière. In het voorjaar van 1920 verliet hij Chicago voor New York en in 1924 woonde hij in Harlem. In samenwerking met pianist en componist Bob Ricketts, schreef en publiceerde Grainger in 1926 het boek How to Play and Sing the Blues Like the Phonograph and Stage Artists. Hoewel hij zelf nooit echt bekend zou staan als een uitzonderlijke solist, deed Grainger het goed als begeleider en werkte hij samen met zangeressen als Fannie May Goosby, Viola McCoy, Clara Smith en Victoria Spivey. Van 1924 tot 1928 werkte hij samen met blueszangeres Bessie Smith om meer dan een dozijn kanten op te nemen voor Columbia Records. Een van de hoogtepunten van zijn carrière was de toneelproductie Mississippi Days uit 1928, waarin ook Smith te zien was.
Hij was ook Mamie Smith's begeleider in de korte film Jailhouse Blues uit 1929 en trad regelmatig met haar op in toneelshows. Andere vrouwelijke blueszangers waarvoor hij liedjes schreef waren Gladys Bryant, Dolly Ross, Ada Brown en zijn eigen vrouw Ethel Finnie. Als bandleider maakte Grainger ook acht opnamen. Vier van deze platen, gemaakt met zijn ensemble de Get Happy Band, zijn van bijzonder belang voor verzamelaars van vroege jazz, aangezien deze albums uitvoeringen bevatten van Sidney Bechet (sopraansaxofoon), van Joe 'Tricky Sam' Nanton (trombone) (Duke Ellington sidemen) en Elmer Snowden (banjo). (In) Harlem's Araby verscheen ook op deze opnamen. De compositie is geschreven in samenwerking met Jo Trent en Fats Waller en wordt nog steeds beschouwd als een van Graingers beste werken. Zijn laatst bekende opname lijkt in 1932 te zijn geweest, hoewel hij in de jaren 1940 optrad en componeerde. Zijn laatste jaren blijven mysterieus en duister, hoewel in 1954 een aanvraag voor auteursrechtvernieuwing voor het boek How to Play and Sing the Blues op zijn naam werd ingediend.

## Overlijden
Porter Grainger overleed in 1955 op ± 64-jarige leeftijd.

## Discografie
Twee van de nummers van Grainger hebben het overleefd als bluesstandard: Tain't Nobody's Business if I Do (co-auteur met Everett Robbins, die ook piano speelde in Mamie Smith's Jazz Hounds), en Dying Crapshooter's Blues (1927). De eerste is uitgevoerd en opgenomen door verschillende artiesten, waaronder Bessie Smith, Alberta Hunter, Fats Waller, Jimmy Witherspoon en The Ink Spots. De laatste werd uitgevoerd door Martha Copeland, Viola McCoy en Rosa Henderson, voordat het overging op folk-bluesrepertoire.
- 1921: What's the Matter Now
- 1924: Prescription for the Blues
- 1923: Heart Breakin' Joe
- 1924: Honey (met Bob Ricketts)
- 1926: Fortune Teller Blues
- 1927: Wylie Avenue Blues
- 1927: Soul and Body
- 1927: Good Time Mama
- 1936: Fat and Greasy
- 1937: Give It to Him
- 1937: I've Got to Have My Ashes Hauled
- 1937: One Hour Mama
- 1939: Can't You Take a Little Joke
- 1943: By an Old Southern River

- Bibliothèque nationale de France: cb141828634 (data)
- Gemeinsame Normdatei: 1103254138
- International Standard Name Identifier: 0000 0000 8079 6440
- Library of Congress Control Number: n89670927
- Nationale Bibliotheek van Letland: 000079772
- MusicBrainz: 292f28d4-f839-4196-a1f6-bc615e712041
- Nationale Bibliotheek van Israël: 987007340399105171
- Virtual International Authority File: 220978
- WorldCat: E39PBJvRVtyqYDYktvRjYVvrbd